# أيميليو ماكياتيش
أيميليو ماكياتيش (بالإسبانية: Emilio MacEachen) (4 مايو 1992 في الأوروغواي - ) هو لاعب كرة قدم أوروغواني في مركز الدفاع. لعب مع بنيارول ونادي بارما.

## روابط خارجية
- أيميليو ماكياتيش على موقع قاعدة بيانات كرة القدم.إي يو (الإنجليزية)
- أيميليو ماكياتيش على موقع Soccerway.com (الإنجليزية)
- أيميليو ماكياتيش على موقع عالم كرة القدم.نت (الإنجليزية)
- أيميليو ماكياتيش على موقع AS.com (الإسبانية)